# أل بارو
أل بارو (بالإنجليزية: Al Barrow)‏ هو عازف قيثارة بريطاني، ولد في 1968.

## وصلات خارجية
- أل بارو على موقع ميوزك برينز (الإنجليزية)
- أل بارو على موقع أول ميوزيك (الإنجليزية)
- أل بارو على موقع ديسكوغز (الإنجليزية)